# SN 2001Z
SN 2001Z – supernowa typu II odkryta 3 marca 2001 roku w galaktyce IC3528. W momencie odkrycia miała maksymalną jasność 18,30m.